# 西園寺十五将
西園寺十五将（さいおんじじゅうごしょう）は、戦国時代の伊予国宇和地方の大名西園寺公広とその被官からなる代表的な武将を指した呼称。

## 該当者
1. 西園寺公広 - 黒瀬城主
2. 西園寺宣久 - 丸串城主
3. 観修寺基栓 - 常盤城主
4. 津島通顕 - 天ヶ森城主
5. 法華津前延 - 法華津本城主
6. 今城能定 - 金山城主
7. 土居清良 - 大森城主
8. 河野通賢 - 高森城主
9. 竹林院実親 - 一之森城主
10. 渡辺教忠 - 河後森城主
11. 北之川通安 - 三滝城主
12. 魚成親能 - 竜ヶ森城主
13. 宇都宮乗綱 - 白木城主
14. 宇都宮房綱 - 萩之森城主
15. 南方親安 - 元城主